# Ivana Janečková
Ivana Janečková (* 8. März 1984 in Rychnov nad Kněžnou) ist eine ehemalige tschechische Skilangläuferin.

## Werdegang
Janečková trat erstmals im Januar 2002 bei den Nordischen Junioren-Skiweltmeisterschaften 2002 in Schonach in Erscheinung. Dort belegte sie den 30. Platz im Sprint und den 14. Rang über 5 km Freistil. Bei den Rollerski-Weltmeisterschaften 2002 in Monte Cervino gewann sie im Teamrennen und mit der Staffel die Bronzemedaille. Ihr erstes Weltcuprennen lief sie im Januar 2003 in Nové Město, welches sie auf dem 45. Platz über 10 km Freistil beendete. Bei den Junioren-Weltmeisterschaften 2003 im schwedischen Sollefteå wurde sie sowohl über fünf Kilometer in der klassischen Technik als auch im Massenstartrennen über 15 Kilometer jeweils Zehnte. Bei den folgenden nordischen Skiweltmeisterschaften im Val di Fiemme kam sie auf den 47. Platz im 10-km-Skiathlon und auf den achten Rang mit der Staffel. Ihre ersten Weltcuppunkte holte sie zum Saisonende der Saison 2003/04 in Pragelato mit dem 25. Platz über 15 km Freistil. Bei den Junioren-Weltmeisterschaften 2004 im norwegischen Stryn wurde sie Fünfte über fünf Kilometer in der freien Technik und konnte mit ihren tschechischen Mannschaftskolleginnen Staffelsilber gewinnen. Bei den nordischen Skiweltmeisterschaften 2005 in Oberstdorf errang sie den 33. Platz über 10 km Freistil, den 11. Platz zusammen mit Helena Erbenová im Teamsprint und den sechsten Platz mit der Staffel. In der folgenden Saison belegte sie bei ihrer ersten Olympiateilnahme in Turin den 27. Platz im 30-km-Massenstartrennen, den 23. Rang im 15-km-Skiathlon und den sechsten Platz mit der Staffel. Zu Beginn der Saison 2006/07 erreichte sie beim Weltcup in La Clusaz mit dem dritten Platz mit der Staffel ihre erste und einzige Podestplatzierung im Weltcup. Im weiteren Saisonverlauf kam sie bei den nordischen Skiweltmeisterschaften 2007 in Sapporo auf den 32. Platz über 10 km Freistil, auf den 21. Rang im 30-km-Massenstartrennen und auf den fünften Platz mit der Staffel. Bei den folgenden U23-Weltmeisterschaften in Tarvisio holte sie im 15-km-Skiathlon die Bronzemedaille. Von 2007 bis 2012 nahm sie ebenfalls an Rennen des Slavic Cups teil. Dabei gewann sie drei Rennen und erreichte in der Saison 2008/09 den sechsten Platz in der Gesamtwertung. Die Tour de Ski 2007/08 beendete sie auf dem 35. Platz. Ihre Resultate bei den nordischen Skiweltmeisterschaften 2009 in Liberec waren der 32. Platz im 15-km-Skiathlon, der 43. Rang über zehn Kilometer in der klassischen Technik, der zwölfte Platz mit der Staffel und der neunte Rang zusammen mit Kamila Rajdlová im Teamsprint. In der Saison 2009/10 belegte sie den 24. Platz bei der Tour de Ski 2009/10. Bei den Olympischen Winterspielen 2010 in Vancouver kam sie auf den 40. Platz im 30-km-Massenstartrennen, auf den 32. Rang über 10 km Freistil und auf den 12. Platz mit der Staffel. Zum Saisonende erreichte sie in Oslo mit dem 16. Platz im 30-km-Massenstartrennen ihre beste Einzelplatzierung im Weltcup. Die Tour de Ski 2010/11 beendete sie auf dem 27. und die Tour de Ski 2011/12 auf dem 40. Platz. Bei der Winter-Universiade 2011 im türkischen Erzurum wurde sie Vierte im Massenstartrennen über 15 Kilometer und Siebte im Verfolgungsrennen über zehn Kilometer. Bei den nordischen Skiweltmeisterschaften 2011 in Oslo errang sie den 22. Platz im 15-km-Skiathlon, den 20. Platz im 30-km-Massenstartrennen und den 12. Platz zusammen mit Eva Vrabcová-Nývltová im Teamsprint. Ihr letztes Weltcuprennen lief sie im Februar 2012 in Szklarska Poręba und belegte dabei den 43. Platz über 10 km klassisch. Nach der Saison 2012/13, in der sie noch im Slavia Cup und in FIS-Rennen antrat, beendete sie ihre Karriere.
Janečková nahm an insgesamt 72 Weltcupeinzelrennen teil und kam dabei 18-mal in die Punkteränge.

## Teilnahmen an Weltmeisterschaften und Olympischen Winterspielen

### Olympische Spiele
- 2006 Turin: 6. Platz Staffel, 23. Platz 15 km Skiathlon, 27. Platz 30 km Freistil Massenstart
- 2010 Vancouver: 12. Platz Staffel, 32. Platz 10 km Freistil, 40. Platz 30 km klassisch Massenstart

### Nordische Skiweltmeisterschaften
- 2003 Val di Fiemme: 8. Platz Staffel, 47. Platz 10 km Skiathlon
- 2005 Oberstdorf: 6. Platz Staffel, 11. Platz Teamsprint Freistil, 33. Platz 10 km Freistil
- 2007 Sapporo: 5. Platz Staffel, 21. Platz 30 km klassisch Massenstart, 32. Platz 10 km Freistil
- 2009 Liberec: 9. Platz Teamsprint klassisch, 12. Platz Staffel, 32. Platz 15 km Skiathlon, 43. Platz 10 km klassisch
- 2011 Oslo: 12. Platz Teamsprint klassisch, 20. Platz 30 km Freistil Massenstart, 22. Platz 15 km Skiathlon

## Siege bei Continental-Cup-Rennen
| Nr. | Datum           | Ort        | Disziplin       | Serie      |
| --- | --------------- | ---------- | --------------- | ---------- |
| 1.  | 5. Februar 2012 | Nové Město | 10 km klassisch | Slavic-Cup |
| 2.  | 10. März 2012   | Kremnica   | 10 km Freistil  | Slavic-Cup |
| 3.  | 11. März 2012   | Kremnica   | 5 km klassisch  | Slavic-Cup |

## Platzierungen im Weltcup

### Weltcup-Statistik
Die Tabelle zeigt die erreichten Platzierungen im Einzelnen.
- 1.–3. Platz: Anzahl der Podiumsplatzierungen
- Top 10: Anzahl der Platzierungen unter den ersten zehn
- Punkteränge: Anzahl der Platzierungen innerhalb der Punkteränge
- Starts: Anzahl gelaufener Rennen in der jeweiligen Disziplin
- Hinweis: Bei den Distanzrennen erfolgt die Einordnung gemäß FIS.

| Platzierung         | Distanzrennen a | Distanzrennen a | Distanzrennen a | Distanzrennen a | Distanzrennen a | Skiathlon Verfolgung | Sprint | Etappen- rennen b | Gesamt | Team   | Team    |
| Platzierung         | ≤ 5 km          | ≤ 10 km         | ≤ 15 km         | ≤ 30 km         | > 30 km         | Skiathlon Verfolgung | Sprint | Etappen- rennen b | Gesamt | Sprint | Staffel |
| ------------------- | --------------- | --------------- | --------------- | --------------- | --------------- | -------------------- | ------ | ----------------- | ------ | ------ | ------- |
| 1. Platz            |                 |                 |                 |                 |                 |                      |        |                   |        |        |         |
| 2. Platz            |                 |                 |                 |                 |                 |                      |        |                   |        |        |         |
| 3. Platz            |                 |                 |                 |                 |                 |                      |        |                   |        |        | 1       |
| Top 10              |                 |                 |                 |                 |                 |                      |        |                   |        |        | 3       |
| Punkteränge         |                 | 4               | 5               | 2               |                 | 4                    |        | 3                 | 18     | 1      | 7       |
| Starts              | 8               | 25              | 7               | 2               |                 | 20                   | 10     | 5                 | 77     | 1      | 7       |
| Stand: Karriereende |                 |                 |                 |                 |                 |                      |        |                   |        |        |         |

### Weltcup-Gesamtplatzierungen
| Saison  | Gesamt | Gesamt | Distanz | Distanz |
| Saison  | Punkte | Platz  | Punkte  | Platz   |
| ------- | ------ | ------ | ------- | ------- |
| 2003/04 | 6      | 89.    | 6       | 72.     |
| 2004/05 | -      | -      | -       | -       |
| 2005/06 | 18     | 79.    | 18      | 59.     |
| 2006/07 | 16     | 81.    | 16      | 57.     |
| 2007/08 | 1      | 103.   | 1       | 72.     |
| 2008/09 | 12     | 92.    | 6       | 83.     |
| 2009/10 | 80     | 63.    | 52      | 47.     |
| 2010/11 | 30     | 75.    | 14      | 66.     |
| 2011/12 | 4      | 101.   | 4       | 74.     |